# Litteraturåret 1890

## Händelser
- okänt datum – Selma Lagerlöf vinner en följetongstävling i veckotidningen Idun med en novell ur Gösta Berlings saga.

## Priser och utmärkelser
- Kungliga priset – Henrik Schück
- Letterstedtska priset för översättningar – Alfred Nathorst för hans bearbetning av Melchior Neumayers Jordens historia

## Nya böcker

### A – G
- La Bête humaine (Dödssynder/Människans lägre jag/Männskodjuret) av Émile Zola
- César Cascabel av Jules Verne
- De fyras tecken av Arthur Conan Doyle
- Den gyllene grenen av James George Frazer
- Dikter av Viktor Rydberg
- Dorian Grays porträtt av Oscar Wilde
- Ensam av Juhani Aho

### H – N
- Hedda Gabler, drama av Henrik Ibsen
- Hjärtats längtan av Guy de Maupassant
- I havsbandet av August Strindberg
- Jorden runt på 72 dagar av Nellie Bly
- Kreutzersonaten av Lev Tolstoj
- Le cadet av Jean Richepin

### O – U
- Onde Magter av Jonas Lie
- Pepitas bröllop av Verner von Heidenstam och Oscar Levertin
- Sébastien Roch av Octave Mirbeau
- Svält av Knut Hamsun
- Thaïs av Anatole France
- Thérèse av Alexandre Dumas d.y.
- Truandailles av Jean Richepin
- Under tallar och pinier av Alfhild Agrell
- Ur lifvet V av Anne Charlotte Leffler

### V – Ö
- Vid skymningsbrasan av Louisa May Alcott
- Ödemarkernas barn av Bret Harte

## Födda
- 3 januari – Ulla Bjerne, svensk författare.
- 9 januari – Kurt Tucholsky, tysk journalist och författare.
- 5 februari – Angela Rohr, österrikisk och sovjetisk läkare och författare.
- 10 februari – Boris Pasternak, rysk författare, nobelpristagare 1958.
- 12 mars – Evert Taube, svensk författare, konstnär, trubadur och kompositör.
- 21 maj – Kerstin Hed, svensk författare.
- 23 maj – Martin Nilsson (död 1963), svensk skämttecknare, kompositör, novellförfattare
- 18 juni – Gideon Wahlberg, svensk författare, teaterledare, skådespelare och kompositör.
- 8 juli – Walter Hasenclever, tysk dramatiker och poet.
- 10 augusti – Gerda Boëthius, svensk författare i konstvetenskapliga ämnen.
- 13 augusti – Paul Lundh, svensk författare.
- 20 augusti – H.P. Lovecraft, amerikansk författare.
- 15 september – Agatha Christie, brittisk författare.
- 2 november – Moa Martinson, svensk författare.
- 4 november – Klabund, pseudonym för den tyske författaren Alfred Henschke.
- 8 november – Ester Lindin, svensk folkskollärare och författare.
- 29 november – Maurice Genevoix, fransk författare.

## Avlidna
- 25 maj – Frans Hodell, 49, svensk författare, skådespelare och journalist.
- 18 augusti – Peter August Gödecke, 50, svensk författare och översättare.